# Edwardsia andresi
Edwardsia andresi är en havsanemonart som beskrevs av Daniel Cornelius Danielssen 1890. Edwardsia andresi ingår i släktet Edwardsia och familjen Edwardsiidae. Enligt den svenska rödlistan är arten otillräckligt studerad i Sverige. Arten förekommer i Götaland. Artens livsmiljö är havet. Inga underarter finns listade i Catalogue of Life.